# بری کوربین
بری کوربین (انگلیسی: Barry Corbin؛ زادهٔ ۱۶ اکتبر ۱۹۴۰) بازیگر اهل ایالات متحده آمریکا است.
از فیلم‌ها یا برنامه‌های تلویزیونی که وی در آن نقش داشته است، می‌توان به ستیزه‌جویان، دره ، جایی برای پیرمردها نیست، حرکت دیوانه‌وار، گاوچران شهری، هیچ‌چیز مشترک، سیکس پک، امینس هیل، بلادورث، بزرگ، دلمه‌شده و فرصت‌های شغلی اشاره کرد.